# Gynoplistia nigronitida
Gynoplistia nigronitida är en tvåvingeart som beskrevs av Edwards 1923. Gynoplistia nigronitida ingår i släktet Gynoplistia och familjen småharkrankar. Inga underarter finns listade i Catalogue of Life.